# نواه هيرون
نواه هيرون (بالإنجليزية: Noah Herron)‏ هو لاعب كرة قدم أمريكية أمريكي، ولد في 3 أبريل 1982 في ميلواكي في الولايات المتحدة.

## وصلات خارجية
- نواه هيرون على موقع إي إس بي إن.كوم (أن.أف.أل)3
- نواه هيرون على موقع مرجع كرة القدم المحترفة.كوم (الإنجليزية)
- نواه هيرون على موقع JustSportsStats.com (الإنجليزية)